# Vertébroplastie
 (janvier 2016).

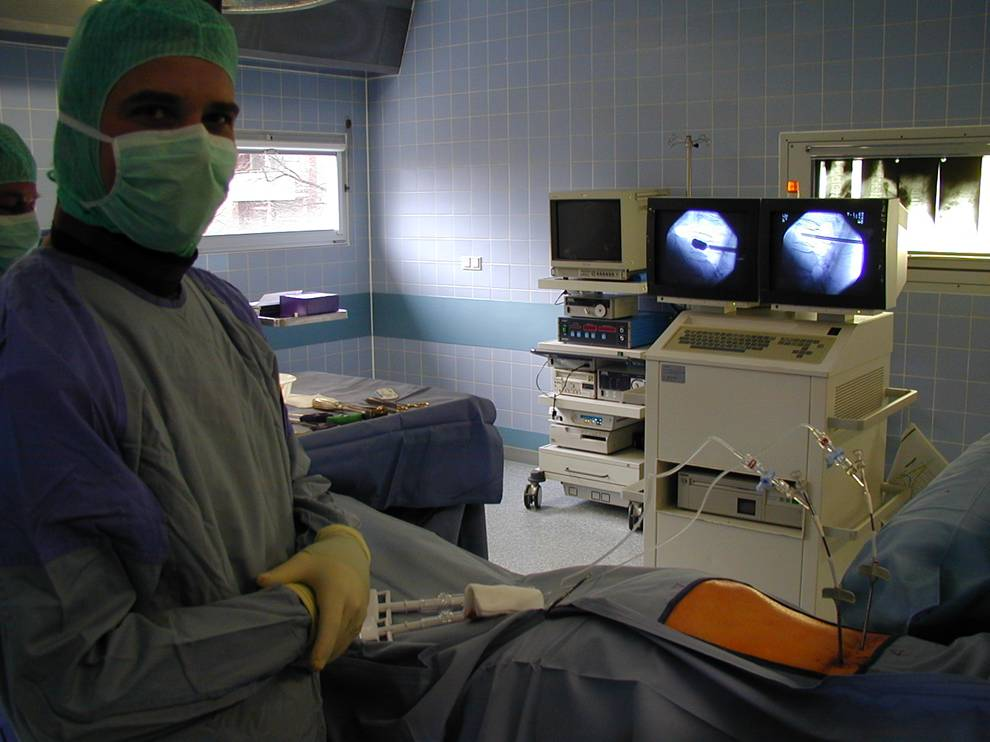
Spécialiste qui s'apprête à faire une kyphoplastie, technique spécialisée de vertébroplastie.

La vertébroplastie percutanée acrylique (ou cimentoplastie) est une technique consistant à injecter dans une vertèbre, du ciment acrylique, tel que celui utilisé pour sceller une prothèse de hanche par exemple, dans un but antalgique et de consolidation.
Initialement imaginée en 1984 par Pierre Galibert, neurochirurgien à Amiens, pour traiter en peropératoire un hémangiome cervical agressif dont l’hémostase était devenue difficilement contrôlable, cette technique a ensuite été mise au point dans le service de radiologie interventionnelle du Pr Hervé Deramond. Elle a vite été étendue  au traitement percutané de ces tumeurs osseuses bénignes mais potentiellement destructrices, comme cela est relaté dans l’article princeps de 1989. Entre-temps, l’effet de consolidation vertébrale avait pu être démontré de façon expérimentale par Rolland Darrason.
Dès le début du développement de la technique, les auteurs eurent l’idée de l’étendre au cas d’ostéoporose grave, ainsi qu’aux métastases rachidiennes lytiques hyperalgiques. C’est dans ces deux indications que la vertébroplastie s’est véritablement développée, en raison de la rareté des angiomes vertébraux agressifs.
La procédure elle-même ne s’est guère modifiée depuis les premiers cas traités il y a plus de vingt ans : le matériel, initialement manufacturé, s’est standardisé. La méthode de guidage, d'abord sous amplificateur de brillance, a pu être améliorée par le repérage scanographique, bien que, pour des raisons de commodité et d’espace, beaucoup de praticiens restent fidèles à l’utilisation de la scopie télévisée.
Plus récemment, dans le but de redonner une partie de leur volume aux vertèbres tassées, une variante, consistant à injecter du ciment acrylique dans deux  ballons introduits dans le corps vertébral a vu le jour, la kyphoplastie.
Encore plus récemment (2006), un procédé mécanique, un petit cric en titane, le Spine Jack de la Société Vexim, permettant un rehaussement de la vertèbre fracturée et tassée, associé à une fixation par un ciment, est en cours d'essais cliniques en Allemagne et en France.
L'efficacité de la vertébroplastie est controversée. Les recommandations de 2007 de sociétés américaines de neuroradiologie interventionnelle confirmaient le bien-fondé de la technique dans ses indications, cependant en 2010 l'American Academy of Orthopaedic Surgeons a publié une recommandation « forte » contre la vertébroplastie en cas de fracture de compression spinale ostéosporotique, et les deux seuls essais randomisés contrôlés existants en 2012 ne montrent aucun bénéfice par rapport au placebo pour les fractures liées à l'ostéoporose. En 2013, le National Institute for Health and Care Excellence du Royaume-Uni indique que la vertébroplastie n'est recommandée comme option pour les fractures ostéosporotiques qu'en cas de douleur sévère en cours due à une fracture récente malgré un traitement optimal de la douleur.